# ۱ دسامبر
۱ دسامبر سیصد و سی و پنجمین (در سال‌های کبیسه سیصد و سی و ششمین) روز سال در گاه‌شماری میلادی است. ۳۰ روز تا پایان سال باقی‌است.

## رویدادها
- ۱۹۵۸ - کسب خودمختار توسط کشور جمهوری آفریقای مرکزی از فرانسه
- ۱۹۶۴ - عضویت کشورهای مالاوی، مالت و زامبیا در سازمان ملل متحد
- ۱۹۷۳ - کسب خودمختار توسط کشور پاپوا گینه نو از استرالیا
- ۱۹۷۶ - عضویت کشور آنگولا در سازمان ملل متحد.
- ۱۹۸۸ - برگزیده شدن بی‌نظیر بوتو به نخست‌وزیری در پاکستان.
- ۱۹۸۹ - کودتای نافرجام نظامیان علیه کرازون آکینو، رئیس‌جمهور فیلیپین
- ۲۰۱۰ - اجرای حکم قصاص خدیجه(شهلا)جاهد ؛ پرستار ، مربی مهد کودک، دانشجوی روان‌شناسی و همسر دوم موقت ناصر محمدخانی در پی محکومیت به جنایت قتل فاطمه(لاله)سحرخیزان (خیّر و همسر اول ناصر محمدخانی)[۱][۲]
- ۲۰۲۴ - سکته قلبی ادواردو بووه بازیکن فوتبال اهل کشور ایتالیا در حین مسابقه فوتبال بین دو تیم اینترمیلان و فیورنتینا از سری مسابقات سری آ ایتالیا
- ۲۰۲۴ - لو رفتن تصویر جنایت کار مشهور (و محبوب؟) ایرانی ملقب به ماه کاشان با نام مستعار بوچی (افشا شده توسط گروه ناشناس هکرهای کلاه سفید پیبا)

## زادروزها
- ۱۰۸۱ - لویی ششم، پادشاه فرانسه (د. ۱۱۳۷)
- ۱۰۸۳ - آنا کومننه، تاریخ‌نگار بیزانسی
- ۱۵۲۱ - تاکدا شینگن از دایمیوها (امیران محلی) ژاپن در سدهٔ شانزدهم میلادی و در دوران موسوم به دوره سن‌گوکو، از نامدارترین جنگاوران تاریخ ژاپن و در عین حال مدیری لایق برای کشورداری.
- ۱۷۹۲ - نیکلای ایوانویچ لباچفسکی ریاضی‌دان روس (درگذشته ۱۸۵۶)
- ۱۸۹۶ - گئورگی ژوکوف، نظامی اهل روسیه
- ۱۹۱۲ - مینورو یاماساکی معمار آمریکایی (درگذشته)
- ۱۹۱۳ - مری مارتین بازیگر و خوانندهٔ آمریکایی (درگذشته)
- ۱۹۳۰ - مت مونرو خوانندهٔ انگلیسی.
- ۱۹۳۵ - وودی آلن کمدین و کارگردان آمریکایی.
- ۱۹۴۰ - ریچارد پریور مجری استندآپ کمدی، هنرپیشه، منتقد اجتماعی، رئیس تشریفات و نویسنده آمریکایی.
- ۱۹۴۴ - جان دنزمور موسیقی‌دان، فیلم‌ساز، یکی از اعضاء و نوازنده درام گروه دورز.
- ۱۹۴۴ - طاهر بن جلون شاعر و نویسنده مراکشی به زبان فرانسه.
- ۱۹۴۹ - پابلو اسکوبار قاچاقچی کلمبیایی مواد مخدر.
- ۱۹۴۹ - سباستین پینیه‌را رئیس‌جمهور وقت شیلی، از میلیاردرها و اقتصاددانان محافظه کار این کشور.
- ۱۹۵۱ - جاکو پاستوریوس موسیقی‌دان جَز اهل آمریکا.
- ۱۹۵۸ - گری پیترز نمایندهٔ حوزه انتخابیه چهاردهم میشیگان از حزب دموکرات ایالات متحده آمریکا در مجلس نمایندگان ایالات متحده آمریکا.
- ۱۹۵۹ - بیلی چایلدیش هنرمند بریتانیایی است که در زمینه‌های نقاشی، موسیقی، شعر، نویسندگی، عکاسی و فیلم‌سازی فعالیت دارد.
- ۱۹۶۴ - سالواتوره سکیلاچی بازیکن فوتبال و اهل ایتالیا
- ۱۹۶۷ - نستر کاربونل بازیگر آمریکایی
- ۱۹۶۸ - آندرس هولمچ شناگر اهل کشور سوئد
- ۱۹۷۰
  - مت سانچز، روزنامه‌نگار و بازیگر پورنوگرافی اهل ایالات متحده آمریکا
  - سارا سیلورمن کمدین، نویسنده، بازیگر، خواننده و موسیقی‌دان آمریکایی.
- ۱۹۷۱ - امیلی مورتیمر بازیگر انگلیسی.
- ۱۹۷۶ - متیو شپارد دانشجوی ۲۱ ساله آمریکایی دانشگاه وایومینگ بود که در اکتبر سال ۱۹۹۸ در وایومینگ مورد شکنجه و آزار قرار گرفت و به قتل رسید.
- ۱۹۷۷ - متیو شپارد گیتاریست آمریکایی و یکی از اعضای اصلی و بنیادگذاران گروه لینکین پارک.
- ۱۹۸۴ - دایان نوکوری، دوندهٔ مسافت حرفه‌ای بوروندی-آمریکایی. [۳]
- ۱۹۸۵ - متیو شپارد بازیکن فوتبال و دروازه‌بان اهل ایتالیا.
- ۱۹۸۸ - زو کراویتز، بازیگر آمریکایی
- ۱۹۹۶ - وینی کلاتی دوندهٔ نیمه‌استقامت و استقامت اریتره‌ای-آمریکایی. [۴]

## درگذشت‌ها
- ۱۱۳۵ - هنری یکم، پادشاه انگلستان
- ۱۴۵۵ - لورنتسو گیبرتی، پیکره‌ساز، معمار، و نویسنده ایتالیایی
- ۱۵۲۱ - لئون دهم، یکی از پاپ‌های کلیسای کاتولیک روم
- ۱۸۱۴ - مارکی دوساد، نویسنده و فیلسوف فرانسوی (ز. ۱۷۴۰)
- ۱۸۲۵ - الکساندر یکم روسیه، تزار روسیه.
- ۱۸۳۰ - پیوس هشتم، یکی از پاپ‌های کلیسای کاتولیک رم (زاده)
- ۱۹۱۴ - آلفرد ماهان، افسر نیروی دریایی آمریکا، ژئواستراتژیست و مربی (زاده)
- ۱۹۴۷ - گادفری هرلد هاردی، ریاضی‌دان انگلیسی (زاده ۱۹۴۷).
- ۱۹۴۷ - آلیستر کراولی، هنرمند، شاعر، و جادوگر مراسمی و مشهور به خاطر بنیان‌گذاری آیین تلما (زاده ۱۸۷۵)
- ۱۹۶۴ - جان هالدین، متخصص ژنتیک و زیست‌شناسی تکاملی اهل بریتانیا و از دانشمندان مارکسیست و کمونیست (زاده ۱۸۹۲)
- ۱۹۷۳ - داوید بن گوریون اوّلین نخست‌وزیر اسرائیل (زاده ۱۸۸۶)
- ۱۹۸۷ - جیمز بالدوین، رمان‌نویس، مقاله‌نویس و نمایش‌نامه‌نویس آمریکایی (زاده)
- ۱۹۹۱ - جورج استیگلر، اقتصاددان آمریکایی
- ۲۰۱۰ - خدیجه(شهلا)جاهد ؛ پرستار ، مربی مهد کودک، دانشجوی روان‌شناسی ، همسر دوم موقت ناصر محمدخانی و قصاص شده در پی محکومیت به جنایت قتل فاطمه(لاله)سحرخیزان (خیّر و همسر اول ناصر محمدخانی) [۱][۲]
- ۲۰۱۱ - کریستا ولف، نویسنده آلمانی

## مناسبت‌ها
- روز آزادی و دموکراسی در کشور چاد
- روز اتحاد در کشور رومانی و روز ملی این کشور
- روز انحلال ارتش کشور کاستاریکا
- روز ملی کشور برمه
- روز جمهوری کشور جمهوری آفریقای مرکزی
- روز بازگشت استقلال در کشور پرتغال
- روز معلم در کشور پاناما
- روز جهانی ایدز